# Оргія (одиниця вимірювання)
Оргія — антична одиниця вимірювання довжини, використовувалась в Стародавньому Єгипті і Греції, дорівнювала в середньому 6-ти футам (або 183 см).
При перекладах грецьких писемних пам'яток на російську мову терміном «сажень» позначалася грецька одиниця довжини «оргія», що свідчить про близькість їх розмірів.

## Стародавня Греція
В Стародавній Греції оргією позначалась відстань між кінцями середніх пальців двох розпростертих рук чоловіка. Крім того виділялись:
- аттична оргія = 1,776 м
- олімпійська оргія (після 800 до н. е.) = 1,8514 м

Співвідношення
- 1000 оргій = 4/3 милі = 10 стадій = 1851 м;
- 1 оргія (гексапод) = 12/5 беми = 6 под = 1,851 м[5];

## Стародавній Єгипет
В Стародавньому Єгипті також виділялось кілька значень міри в різні часи і різних областях.
Співвідношення
- оргія доби фараонів = 2,094 м
- оргія доби Птолемеїв = 1,85 м
- 1 хет = 25 оргій = 52,35 м[6].

## Див.також
- Стародавні одиниці вимірювання